# Ville de Claremont
La Ville de Claremont (Town en anglais) est une zone d'administration locale dans la banlieue de Perth en Australie-Occidentale en Australie à mi-distance entre le centre-ville de Perth et la ville portuaire de Fremantle. 
La zone est divisée en deux localités :
- Claremont
- Swanbourne

La ville a neuf conseillers et est découpée en trois circonscriptions de trois conseillers chacune :
- South Ward
- West Ward
- East Ward